# داريل كولي
داريل كولي (بالإنجليزية: Daryl Coley)‏ هو مغني أمريكي، ولد في 30 أكتوبر 1955 في بيركيلي في الولايات المتحدة، وتوفي في 15 مارس 2016 بسبب السكري.

## وصلات خارجية
- داريل كولي على موقع IMDb (الإنجليزية)
- داريل كولي على موقع ميوزك برينز (الإنجليزية)
- داريل كولي على موقع ديسكوغز (الإنجليزية)
- داريل كولي على موقع قاعدة بيانات الفيلم (الإنجليزية)